# مایکل دی مارکی
مایکل دی مارکی (انگلیسی: Michael De Marchi؛ زادهٔ ۳۰ اوت ۱۹۹۴) بازیکن فوتبال است.